# AirPods Max
AirPods Max（エアーポッズ マックス）は、AppleのワイヤレスBluetoothヘッドフォン。Appleのラインナップの中では、最上位モデルとなっている。

## 概要
2020年12月8日、公式ウェブサイトで発表し、同年12月15日に販売を開始した。日本では同年12月18日に販売を開始した。
AirPods Proと同様に、ドルビーアトモス（空間オーディオ）や、8つのマイクによる外の騒音を遮断するアクティブノイズキャンセリングと、周囲の音を聴くための外部音取り込みモード等を搭載している。
第2世代のAirPodsやAirPods Proにも搭載されているApple H1チップも搭載している。

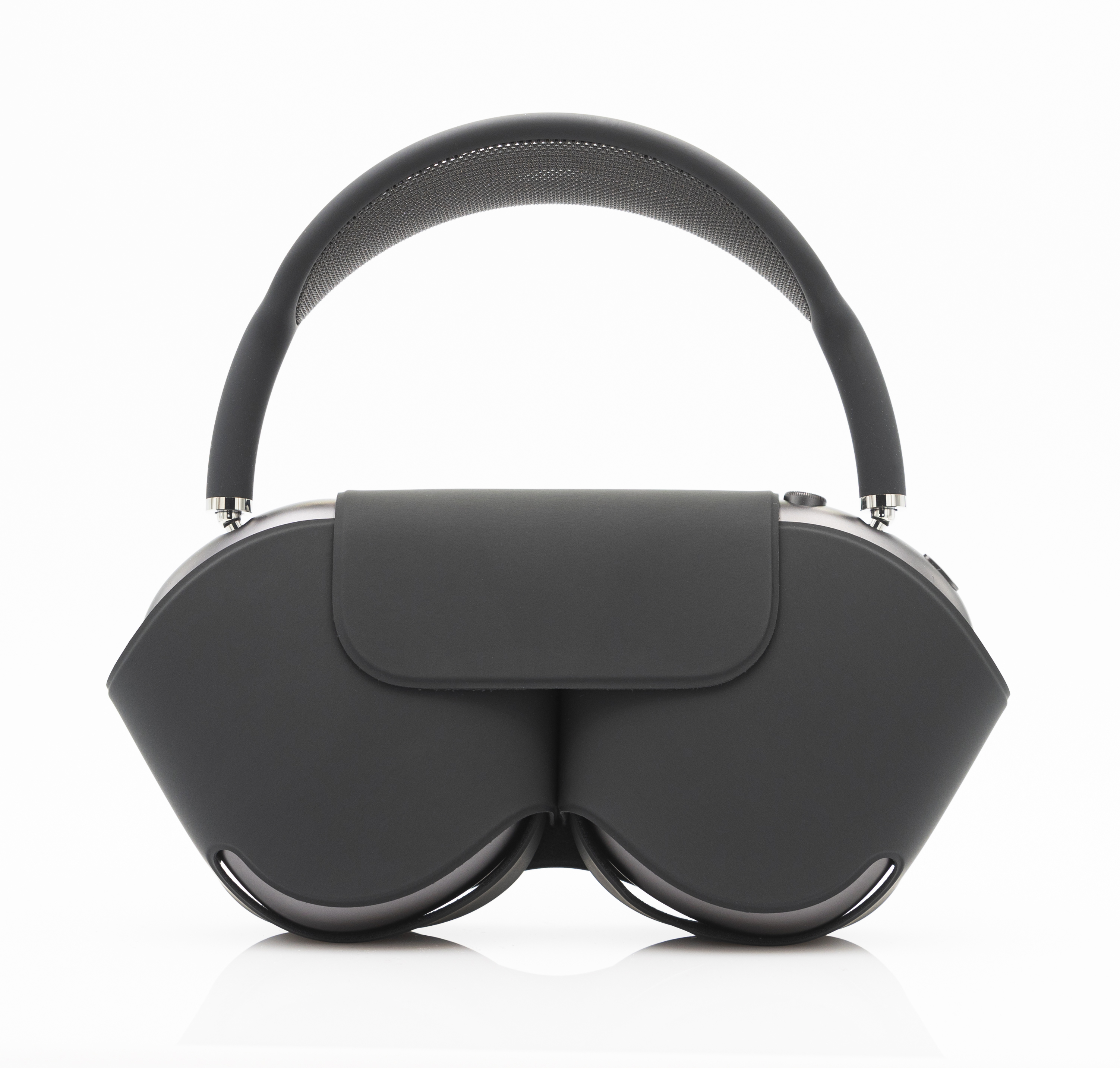
Smart Case

Apple Watchと同様のDigital Crownを搭載しており、オーディオの再生や一時停止、音量調整、トラックのスキップ、電話のコントロール、Siriの起動などが可能となっている。オンヘッド検知機能を搭載しており、ユーザーがAirPods Maxをつけていることを自動的に検知し、それに応じてオーディオの再生や一時停止を行う。ダイナミックヘッドトラッキングは、内蔵のジャイロスコープと加速度計を使い、ユーザーの頭の動きを追跡し、その場にいるかのような空間オーディオを体験することができる。。
AirPods Maxのバッテリー持続時間は20時間で、5分間の充電で1.5時間のリスニング時間を実現している。
AirPods Maxを収納できる「Smart Case」も同梱されている。これに入れておくとAirPods Maxが超低電力モードになるため、バッテリー持続時間が延びる。
AirPods Maxはスペースグレイ、シルバー、スカイブルー、グリーン、ピンクの5色が販売されている。また、これら5色の中から、イヤークッションと外部筐体を別々に選択し、合計25色の組み合わせが可能となっている（2種類のイヤークッションカラーを使用する場合は125色）。また、無料でアルミ筐体に刻印を入れることもできる。

## AirPods Max (USB-C)
AirPods Max(USB-C)は2024年9月20日に発売された。
大きな変更点として充電端子がlightningコネクタからUSB-Cになったことが挙げられる。
2025年4月のソフトウェアアップデートにより、ロスレスオーディオと超低レイテンシーに対応した。
ロスレスオーディオを聴くには、AirPods Max (USB-C)とiPhone、iPad、又はMacをUSB-Cケーブルを使用して繋ぐ必要がある。また、同時期にAppleから発売されたUSB-C - 3.5mmオーディオケーブルを使用することにより飛行機内やオーディオ出力端子にも対応することになった。

## 互換性
AirPods Maxは、iOS 14.3以降、iPadOS 14.3以降、watchOS 7、tvOS 14、macOS Big Surに対応している。